# Luke Harper
Luke Harper   (Rochester, 16 de desembre de 1979 - Jacksonville, 26 de desembre de 2020) nom artistic i de l'anell de Jonathan Huber tambe conegut pel nom d'anell Brodie Lee va ser un lluitador nord-americà, conegut per les seves temporades a la WWE entre el 2012 i el 2019.
A la WWE ha celebrat una vegada el Campionat Intercontinental, un cop el Campionat NXT Tag per equips (amb Erick Rowan) i dues vegades el Campionat per equips Tag SmackDown (un cop amb Rowan i un cop amb Bray Wyatt i Randy Orton). A All Elite Wrestling, en què va jugar el 2020, va guanyar una vegada el campionat AEW TNT.

## Biografia
Jonathan Huber va néixer a Rochester, Nova York, el 16 de desembre de 1979. Va assistir a McQuaid Jesuit High School i va jugar al lacrosse durant quatre anys. També va jugar a hoquei en lligues juvenils independents.

## Carrera

### Carrera inicial (2003-2006)
Huber va començar a lluitar per primera vegada com a lluitador del pati del darrere, actuant amb el nom de Huberboy # 2, com Colin Delaney i el seu germà de la vida real, l'àrbitre Rob Ryan (Chris Huber) i Jimmy Olsen. Finalment, Huber va ser entrenat formalment per Kirby Marcos i Rik Matrix a Rochester, Nova York i Tony Mamaluke a Schenectady, Nova York, i va debutar a Roc City Wrestling (RCW) el 2003, treballant sota la màscara de Huberboy # 2. Més tard aquell mateix any, es va desenmascarar i va començar a treballar com a Brodie Lee per a Rochester Pro Wrestling (RPW). Va sortir amb el nom de Brodie Lee de la pel·lícula Mallrats combinant els noms de l'actor Jason Lee i el seu personatge Brodie Bruce, encara que el seu estil i aparença també han aportat comparacions a Bruiser Brody, pensant erròniament que el seu nom de l'anell es derivava de Bruiser. Durant tota la seva etapa a RPW, que més tard es va canviar el nom a NWA Upstate i, de nou, a NWA Nova York, Lee va guanyar diversos campionats, inclòs el campionat de pes pesat en tres ocasions diferents, el campionat per equips una vegada i, després de guanyar el campionat de televisió, el va unificar amb el Kayfabe Dojo Championship.>

### Chikara (2007-2012)
Huber va debutar a Chikara amb seu a Filadèlfia el 24 de març de 2007, a Time Will Prove Everything, amb el truc de "The Right Stuff" de Brodie Lee i perdent contra l'equinocci. Originalment, Lee no tenia previst lluitar a l'esdeveniment, sinó que anava a visitar el backstage amb els amics. Tanmateix, quan Reckless Youth no va mostrar l'esdeveniment, Mike Quackenbush, el booker de Chikara, va oferir a Lee l'oportunitat d'entrar al ring. Lee va tornar a la companyia dos mesos després, derrotant Equinox en una revancha i començant una ratxa de no ser fixat ni enviat que va durar la resta de l'any. A l'agost, Lee es va alinear amb els bessons Olsen (Colin i Jimmy) i va adoptar el sobrenom de "Big Rig" i un truc més seriós d'un camioner. Estava previst que Lee i els bessons Olsen entressin al torneig del rei dels trios el 2008 com a equip del Dr. Keith, però després que Colin signés un contracte amb World Wrestling Entertainment (WWE), l'equip es quedà amb un home curt. Mentre Retail Dragon substituïa Colin, l'equip va perdre a la primera ronda, de manera que Lee es va dirigir a ell mentre simultàniament acabava la seva aliança amb Jimmy Olsen en el procés.

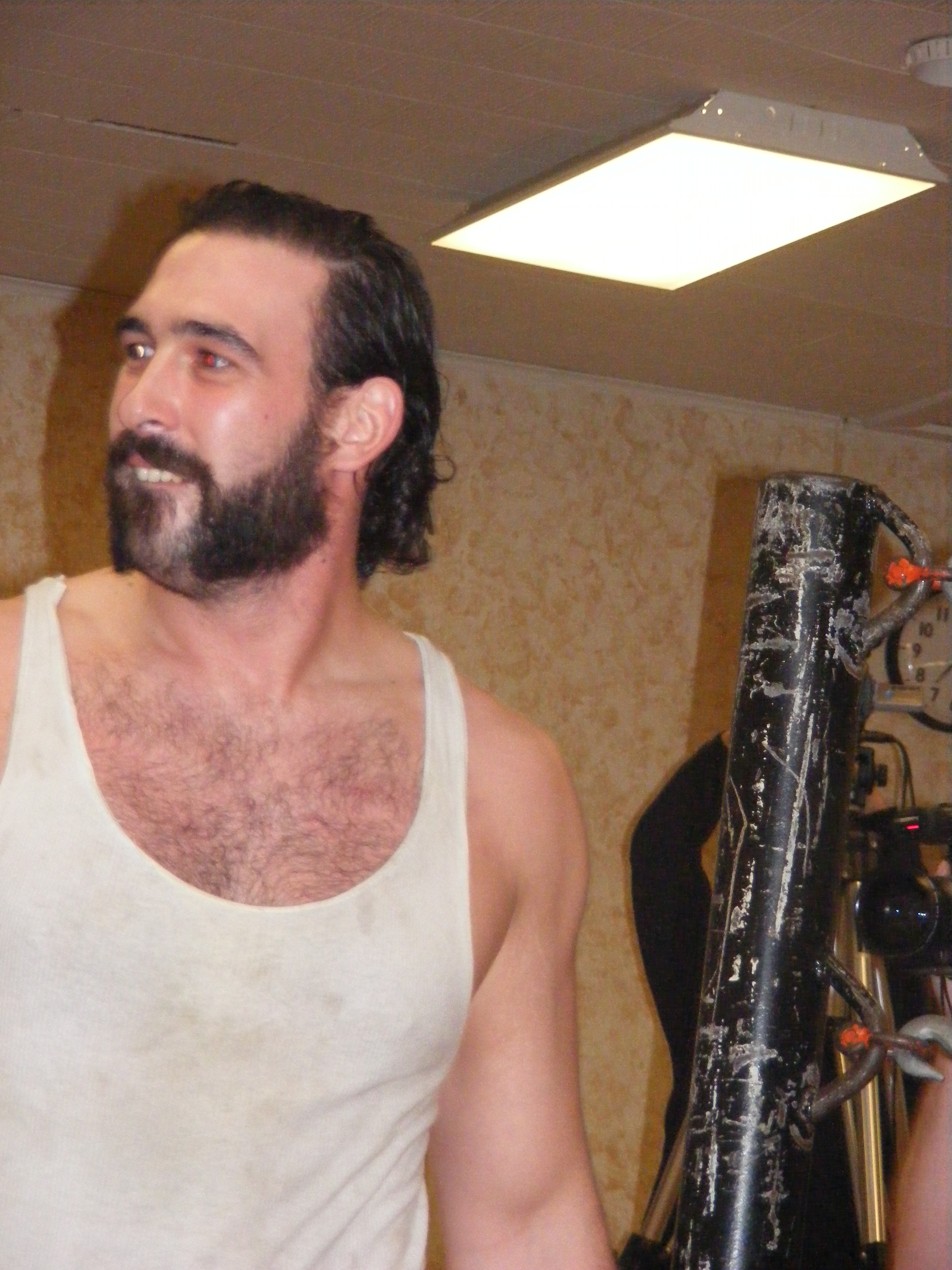
Luke Harper en un esdeveniment de Chikara el novembre de 2008

L'abril de 2008, la història de Lee on va intimidar als lluitadors més petits va fer que Claudio Castagnoli li fes un repte. El seu primer partit el 20 d'abril va acabar en la desqualificació de Castagnoli per donar una puntada accidental a l'àrbitre del partit. El segon partit del 24 de maig va acabar de manera similar, en aquesta ocasió Lee va ser desqualificat per donar una puntada a l'àrbitre. Això va provocar un partit de desqualificació el 13 de juliol, que Lee va guanyar després de la interferència de Shayne Hawke i Mitch Ryder, ambdós tenint rancor amb Castagnoli per haver trencat The Kings of Wrestling l'any anterior. La disputa de Lee i Castagnoli va acabar el 7 de setembre de 2008, en el primer partit de gàbies d'acer de Chikara, amb Castagnoli que va sortir guanyador.
A finals del 2008, Lee es va alinear amb Eddie Kingston i Grizzly Redwood per formar un estable anomenat The Roughnecks. El 21 de febrer de 2009, The Roughnecks va derrotar a UltraMantis Black, Crossbones i Sami Callihan per guanyar un lloc al torneig de King of Trios de 2009. El 27 de març, The Roughnecks va perdre el partit de la primera ronda del Rei dels trios davant l'equip Uppercut (Bryan Danielson, Claudio Castagnoli i Dave Taylor). Quan Kingston va passar a la disputa amb Castagnoli, Lee i Redwood van començar a lluitar com a equip complet. [8] Amb victòries sobre Los Ice Cream (El Hijo del Ice Cream i Ice Cream Jr.), Cheech Hernandez i K.C. Day, i el North Star Express (Darin Corbin i Ryan Cruz), Lee i Redwood van guanyar el seu dret a desafiar els Campeonatos de Parejas. El 17 d'octubre de 2009, Lee i Redwood van desafiar The Colony (Fire Ant i Soldier Ant) per al campionat, però van ser derrotats en dues caigudes seguides. Luke va optar per donar una oportunitat més a Redwood, però quan va caure la caiguda el 19 d'octubre en un partit contra The Osirian Portal (Amasis i Ophidian), Lee li va donar una puntada de peu a la cara, acabant efectivament amb The Roughnecks. Redwood va fer el seu retorn sis mesos més tard el 24 d'abril de 2010, com a oponent sorpresa de Lee, però va ser fàcilment derrotat per ell. Després, Redwood va declarar que no havia acabat amb Lee, sinó que es prepararia abans del seu proper partit. El 29 d'agost, Lee va entrar a la batalla real de Countdown Showdown i va dominar el partit, abans de ser eliminat per Redwood. El 23 d'octubre, Lee va patir una molesta pèrdua en un partit contra Dasher Hatfield, que va ser derrotat per Redwood l'endemà. El 20 de novembre, Lee i Redwood, després de guanyar-se el respecte, es van unir i van atacar Hatfield després del seu partit amb Shayne "Buck" Hawke. El 23 de gener de 2011, en l'estrena de la temporada deu, The Roughnecks va derrotar a The Throwbacks (Hatfield i Sugar Dunkerton) en un partit per equips. The Roughnecks i The Throwbacks van acabar la seva disputa el 13 de març en un partit de llenyataire, on Hatfield i Dunkerton van guanyar. Al maig de 2011, Lee va entrar al 12 Large: Summit, destinat a determinar el primer campió de Chikara, però es va veure obligat a abandonar el torneig després del seu primer partit, després de patir una lesió legítima. Luke va tornar a Chikara el 30 d'octubre. Després de signar un contracte de desenvolupament amb la WWE, Lee va fer la seva aparició de comiat per Chikara el 25 de març de 2012, quan va desafiar sense èxit a Eddie Kingston pel Gran Campionat de Chikara.

### Squared Circle Wrestling (2007-2012)

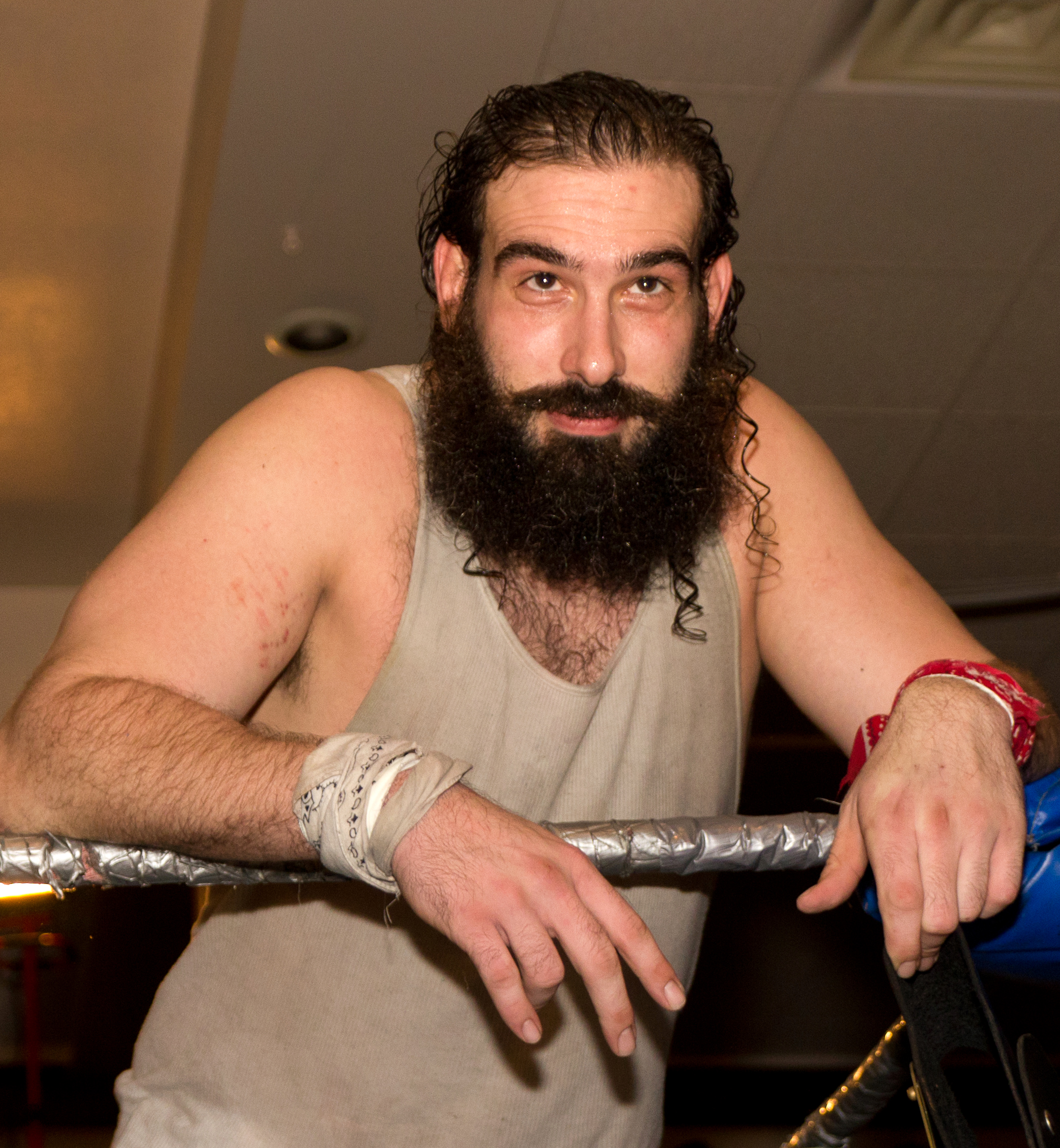
Luke Harper el 2011

Luke va debutar a Syracuse, Squared Circle Wrestling (2CW), amb seu a Nova York, el 20 d’agost de 2007, formant equip amb Colin Olsen, com a company d’equip de substitució de Jimmy Olsen, en un partit per equips, on van ser derrotats pels Wyld Stallyns. Luke va començar com un taló en línia amb la promoció rival NWA Upstate. Luke va començar a popularitzar-se després d'un incident després del partit el 26 de juliol de 2008 a Binghamton, Nova York, que va acabar amb ell donant un cop de ventall al pàrquing. Luke estava en la història suspesa de 2CW per l'incident. Va tornar el 24 d'octubre a una enorme ovació, tot i que encara era un taló, portant a NWA Upstate a una victòria en un esdeveniment principal de vuit homes. Es va convertir oficialment en babyface a partir de l'abril del 2009, quan la rivalitat entre 2CW i NWA Upstate havia disminuït. Lee va començar llavors una rivalitat amistosa amb Slyck Wagner Brown que va veure com els dos homes guanyaven victòries en partits individuals el 6 de juny i el 19 de setembre de 2009. Luke va derrotar a Brown en un partit de goma el 19 de febrer de 2010, i de nou en un partit de caigudes de dos de tres el 3 d'abril de 2010, per acabar amb el feu. Luke va desafiar a Jason Axe per al Campionat de Pes Pesat de 2CW el 20 de juny de 2010, però va perdre a causa de la interferència exterior. Luke va derrotar a Isys Ephex el 10 de juliol en una disputa número 1 per guanyar un altre cop al títol i, el 22 d'agost a Watertown, Nova York, va derrotar a Jason Axe per guanyar el Campionat de pes pesat de 2CW per primera vegada. Luke va defensar amb èxit el títol contra l'ex campió, Jason Axe, en un partit "I Quit" a Binghamton, Nova York, el 24 de setembre de 2010. Luke va perdre el títol contra Slyck Wagner Brown el 19 de novembre de 2010 a Elmira, Nova York. Luke. va recuperar el títol el 13 d'abril de 2012, en un partit a quatre amb Jay Freddie, Slyck Wagner Brown i Kevin Steen, que van robar el cinturó del campionat després del partit. La nit següent, amb el cinturó del títol encara en poder de Steen, Lee va defensar amb èxit el Campionat de pes pesat de 2CW en un altre partit a quatre contra Jason Axe, Jay Freddie i Matt Milan i després el va renunciar, ja que havia signat amb la WWE i seria contractual. Incapaç de defensar-la en el futur.

### Circuit independent (2008-2012)
Luke va debutar a Ring of Honor (ROH) el 25 d'octubre de 2008, alineant-se amb The Age of the Fall i ajudant al líder del grup Jimmy Jacobs a derrotar Austin Aries en un partit Anything Goes. Després, Luke es va associar amb Delirious, membre de Age of the Fall, i va derrotar a Cheech i Cloudy en un partit per equips, abans de finalitzar la nit atacant a Necro Butcher, amb qui feia la quadra, després del seu partit amb Go Shiozaki. El 7 de novembre, el partit de Lee amb Necro Butcher va acabar en una desqualificació, quan la resta de The Age of the Fall va atacar el seu oponent. Luke i Necro Butcher van tenir una revancha segons les regles de Anything Goes el 27 de febrer de 2009, que Necro va guanyar. Al març, Delirious va activar The Age of the Fall i el 30 de maig va derrotar a Luke en el seu últim partit ROH.
Luke va debutar a Evolve el 16 de gener de 2010, al primer espectacle de la promoció, formant equip amb Gran Akuma i Icarus en un partit de sis jugadors per equips, on van ser derrotats per Team Frightning (Mike Quackenbush, Hallowicked i Frightmare). Després de perdre un partit individual contra Gran Akuma el 13 de març, Lee va obtenir la seva primera victòria a la companyia en derrotar a Gran Akuma, Hallowicked i Chris Dickinson en un partit a quatre l'1 de maig. En el quart programa del 23 de juliol, Lee va lluitar contra Jon Moxley (Dean Ambrose) per un no-concurs. Mentre Moxley protestava per la detenció, Lee li va donar una puntada a una cadira a la cara, cosa que va provocar que Evolve el suspengés per al programa de l'11 de setembre. Luke va tornar a Evolve el 20 de maig de 2011, en un partit on va ser derrotat per Sami Callihan mitjançant la presentació.
El 8 de maig de 2010, Lee va debutar a Dragon Gate USA (DGUSA), derrotant a Cheech, Cloudy, Kyle O'Reilly, Phil Atlas, Xtremo, Brent B. i Anthony Fiasco en un fosc partit d'eliminació de vuit vies. les gravacions del pagament per visualització de Uprising. Més tard, a la secció de pagament de la nit, Lee va interrompre un partit entre Rip Impact i Johnny Wave, va derrotar els dos competidors i va declarar que la propera vegada vindria després d'un lluitador japonès. En el següent esdeveniment, el 25 de setembre, Lee va derrotar a Da Soul Touchaz (Acid Jaz, Marshe Rockett i Willie Richardson) en un partit de handicap de tres a dos, abans de repetir la seva amenaça de perseguir un competidor japonès. Més tard a la nit, Luke va fixar-se en Yamato i el va allunyar del ring, quan va intentar interferir en un partit entre el seu aliat Jon Moxley i Jimmy Jacobs. L'endemà, Luke va derrotar a Jimmy Jacobs, Kyle O'Reilly, Mike Quackenbush, Rich Swann i Silas Young en un partit a sis. El 29 d'octubre, al primer pagament en viu de Dragon Gate USA, Bushido: Code of the Warrior, Lee es va associar amb la llegenda de sumo Akebono en un partit per equips, on van derrotar The Osirian Portal. Després del partit, Luke i Akebono van haver de ser separats entre ells per la resta del vestuari de Dragon Gate USA. Més tard a la nit, Cima va utilitzar la seva selecció d'esborrany per nomenar Lee el membre més nou de la seva quadra de Warriors International. A les gravacions de l'endemà de Freedom Fight 2010, Lee va derrotar a Akebono en un partit individual. El 28 de gener de 2011, a United: Nova York, Luke, que ara representa el grup de talons Blood Warriors, va derrotar a Jimmy Jacobs en un partit individual. L'endemà a United: Philly, Lee va patir la seva primera derrota a Dragon Gate USA, quan va ser derrotat per Open the Freedom Gate, campió Yamato, en un partit sense títol.
El 21 de desembre de 2010, Lee va debutar a la promoció japonesa Dragon Gate (DG) a Tòquio, on ell, representant l'establiment de The Warriors, va derrotar a Kzy. L'estable dels Warriors va girar el taló el 14 de gener de 2011, quan van atacar Masato Yoshino i World-1, alineant-se amb el grup de Naruki Doi, tot i que el mateix Lee no hi era, ja que estava nevat i no podia fer l'espectacle. L'endemà, Lee va tornar a DG com a membre del nou grup de talons, en un partit on ell, Gamma i Genki Horiguchi van derrotar a Yamato, Kagetora i Diablo. El 18 de gener, el nou grup va ser nomenat Blood Warriors.

### Jersey All Pro Wrestling (2009–2011)
Luke va debutar a Jersey All Pro Wrestling (JAPW) el 28 de març de 2009, com a membre de The Hillbilly Wrecking Crew, juntament amb Necro Butcher i Trevor Murdoch. L'1 d'agost, Luke i Necro van derrotar els Garden State Gods (Corvis Fear i Myke Quest) per guanyar el JAPW Tag Team Championship. El 23 de gener de 2010, en el 12è aniversari de JAPW, Lee i Necro van perdre el títol davant Da Heavy Hitters (Havok i Monsta Mack) en un partit de tres equips, que també incloïa The H8 Club (Nate Hatred i Nick Gage) El 20 de març, Lee va arribar a desafiar-se pel campionat pesat JAPW, però va ser derrotat pel defensor campió Dan Maff i, després del partit, Nick Gage va atacar Maff i es va unir a The Hillbilly Wrecking Crew, en substitució de Murdoch, que havia deixat la companyia. El 22 de maig, Luke i Necro es van enfrontar a Maff i al campió estatal de JAPW New Jersey, Charlie Haas, en un partit per equips, on van posar les seves carreres al JAPW enfront dels títols dels seus oponents. Al final, Lee va aconseguir fixar a Haas, després que Maff l'hagués dirigit, per convertir-se en el nou campió de l'estat de JAPW New Jersey. El 23 d'octubre de 2010, Luke va desafiar a Dan Maff pel JAPW Heavyweight Championship en un partit contra campió, però va ser derrotat. El 20 de novembre, Luke va defensar amb èxit el Campionat Estatal de Nova Jersey contra Eddie Kingston i després va derrotar Dan Maff, Nick Gage i Azrieal en un Championship Scramble per guanyar el Campionat JAPW de pes pesat per primera vegada, unificant els dos títols. Luke va fer la seva primera defensa del JAPW Heavyweight Championship l'11 de desembre, durant el cap de setmana de l'aniversari, derrotant Rhino amb l'ajut de Nick Gage. El 30 de desembre de 2011, JAPW va anunciar que Lee, que no havia fet una aparició per a la promoció en nou mesos, havia estat retirat del JAPW Heavyweight Championship.

### WWE

#### The Wyatt Family (2012–2014)

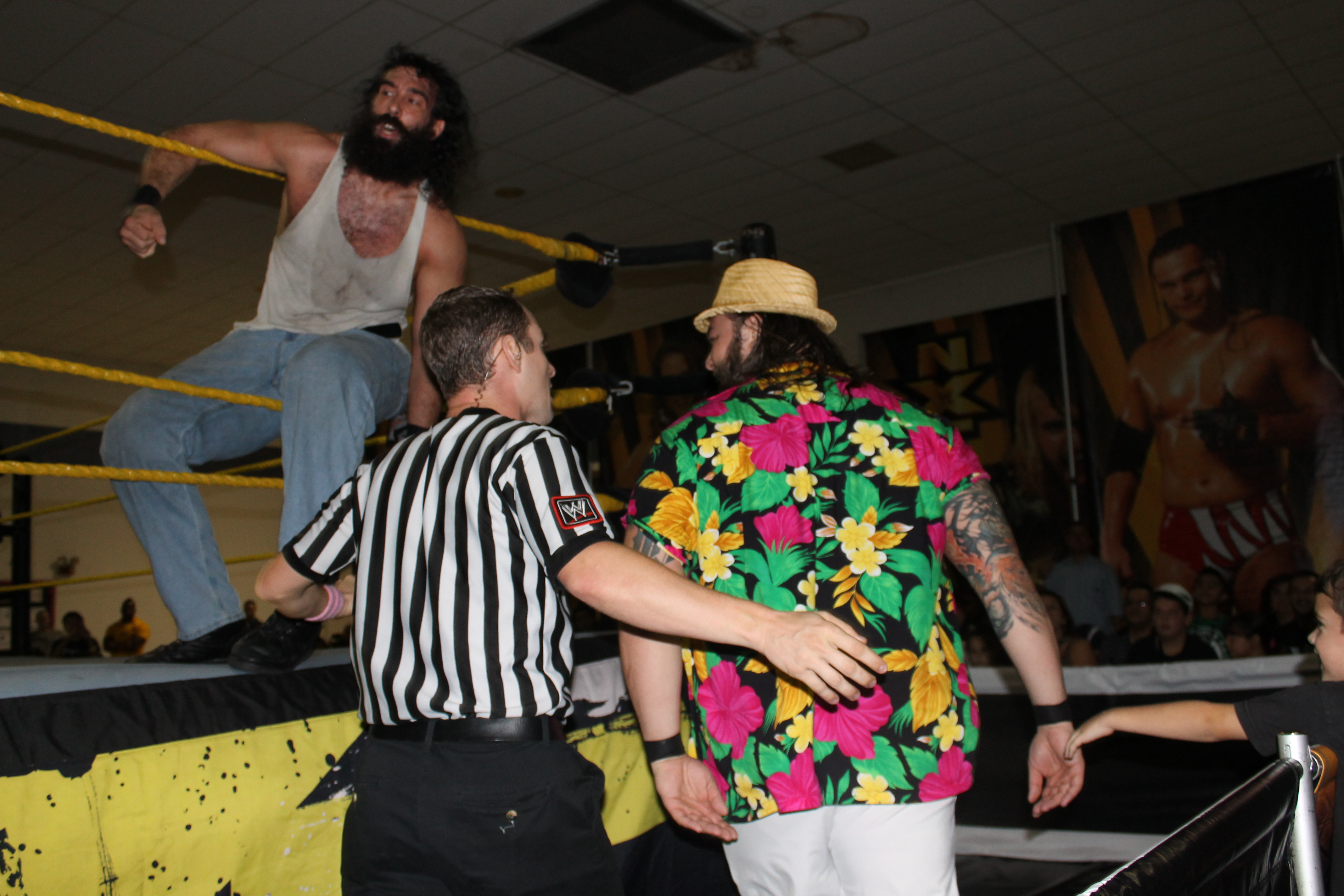
Harper (sobre cordes) i Bray Wyatt en un esdeveniment NXT a l'octubre de 2012

El 12 de març de 2012 es va informar que Huber havia signat un contracte de desenvolupament amb la WWE. Va debutar al territori de desenvolupament de la WWE Florida Championship Wrestling (FCW) en un programa de casa el 18 de maig, treballant amb el nou nom de Luke Harper.
Quan FCW va canviar el nom de NXT a l'agost del 2012, Harper va debutar per televisió a l'episodi del 7 de novembre de NXT com a seguidor de Bray Wyatt, que va presentar a Harper com el "primer fill" de la família Wyatt. La família Wyatt més tard també va incloure al "segon fill" de Wyatt, Erick Rowan, amb qui Harper va formar un equip. Els dos van derrotar a Percy Watson i Yoshi Tatsu en el seu primer partit junts en l'episodi del 9 de gener de 2013 de NXT. En l'episodi del 23 de gener de NXT, Harper i Rowan van derrotar de nou a Watson i Tatsu a la primera ronda del torneig NXT Tag Team Championship. Després d'una victòria contra Bo Dallas i Michael McGillicutty a les semifinals amb la interferència de Wyatt, Harper i Rowan van ser derrotats a la final del torneig per Adrian Neville i Oliver Gray. Harper va derrotar a Neville a l'episodi del 20 de març de NXT. En l'episodi del 2 de maig de NXT, Harper i Rowan van guanyar una triple etiqueta d'eliminació d'amenaces pel darrer fixament de Neville. En l'episodi del 8 de maig de NXT, Harper i Rowan van derrotar a Adrian Neville i Bo Dallas, substituint al lesionat Gray, per guanyar el campionat NXT Tag Team. Després de conservar el títol contra Corey Graves i Kassius Ohno a l'episodi del 5 de juny de NXT, Harper i Rowan van perdre el campionat per equips NXT davant Adrian Neville i Corey Graves en l'episodi del 17 de juliol de NXT.

## Vida privada
Jonathan Huber estava casat des del 2008 amb la seva companya Synndy Synn; la parella va tenir dos fills: Brodie (2012) i Nolan (2017).

## Mort
Huber va morir als 41 anys el 26 de desembre de 2020. La seva vídua va dir que havia passat gairebé dos mesos tractant-se d'un problema pulmonar a la Clínica Mayo de Jacksonville, Florida, on va morir. Malgrat el que alguns fans van creure en aquell moment, el problema no estava relacionat amb la pandèmia COVID-19, ja que Huber havia estat negatiu diverses vegades. Havia estat traslladat a la unitat de cures intensives a finals d'octubre. Al podcast AEW Unrestricted del gener de 2021, la seva vídua va revelar que la causa oficial de la mort era la fibrosi pulmonar idiopàtica.

## Altres suports
El 2017, Huber va aparèixer com a Pitchfork Perry en un episodi de la sèrie dramàtica del període Damnation. El 2018 va interpretar a Lachlan Allsopp a la pel·lícula d’acció-terror Mohawk. Sota el nom de Luke Harper, és un personatge jugable als videojocs WWE 2K15, WWE 2K16, WWE 2K17, WWE 2K18, WWE 2K19, i WWE 2K20.

## Filmografia
- Mohawk, dirigit per Ted Geoghegan (2017)
- Damnation - sèrie TV, 1 episodi (2018)